# Godfall
Godfall è un videogioco action RPG sviluppato da Counterplay Games, un'azienda californiana composta da 75 persone già autrice di Duelyst e contributore di Destiny 2. È stato pubblicato da Gearbox Software il 12 novembre 2020 per Microsoft Windows e PlayStation 5 (ed è il primo gioco di cui è confermata l'uscita per PlayStation 5, in parte per via della sua data d'uscita).

## Modalità di gioco
Il gioco è ambientato in un mondo high fantasy diviso nei cinque reami di Terra, Acqua, Aria, Fuoco e Spirito, dove i giocatori vestono i panni degli ultimi membri dell'Ordine dei Cavalieri per impedire che un evento apocalittico si abbatta sul loro mondo. Le tre classi primarie iniziali tra le quali il giocatore può scegliere presentano diversi tipi di equipaggiamento, soprattutto set di armature chiamate Valorplates, a cui possono essere aggiunti vari aggiornamenti che variano lo stile di gioco. Il gioco sarà disponibile in giocatore singolo o in multigiocatore fino a tre giocatori in cooperativa.